# Heteropterus morpheus
The Large Chequered Skipper (Heteropterus morpheus) là một loài bướm ngày thuộc họ Bướm nhảy. Loài này được tìm thấy ở isolated populations in châu Âu. It is endanged in Hà Lan.

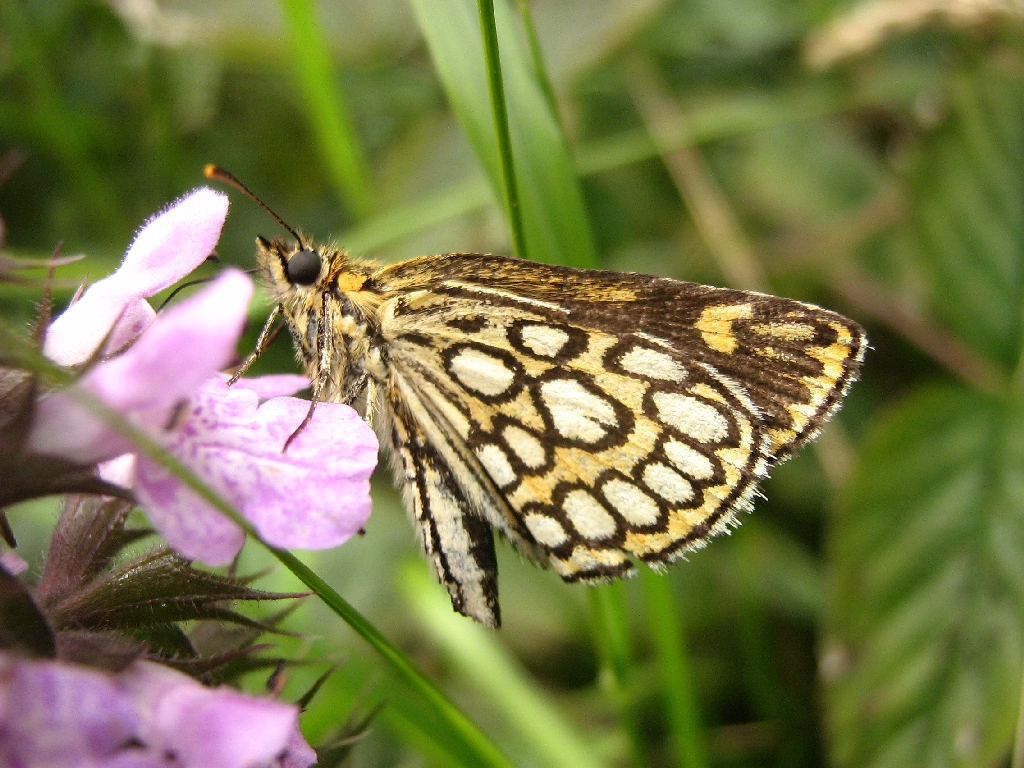

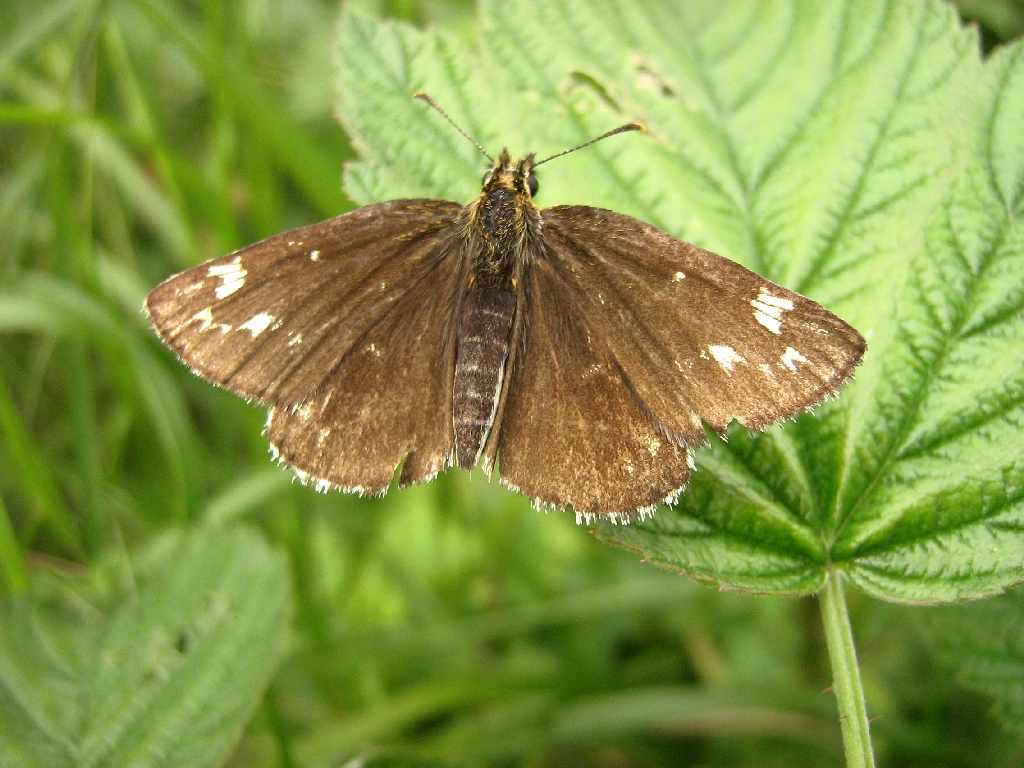

Chiều dài cánh trước là 15–18 mm. Con trưởng thành bay từ tháng 6 đến tháng 8, tùy theo địa điểm.

## Hình ảnh

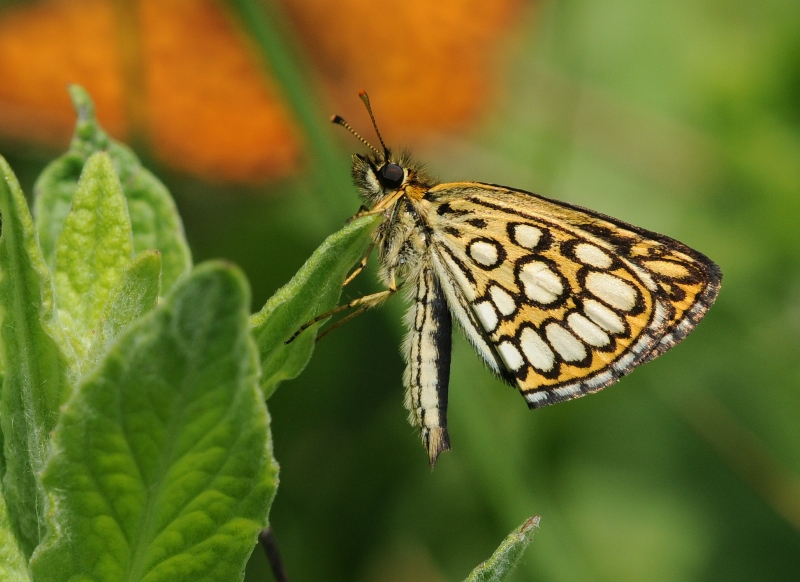
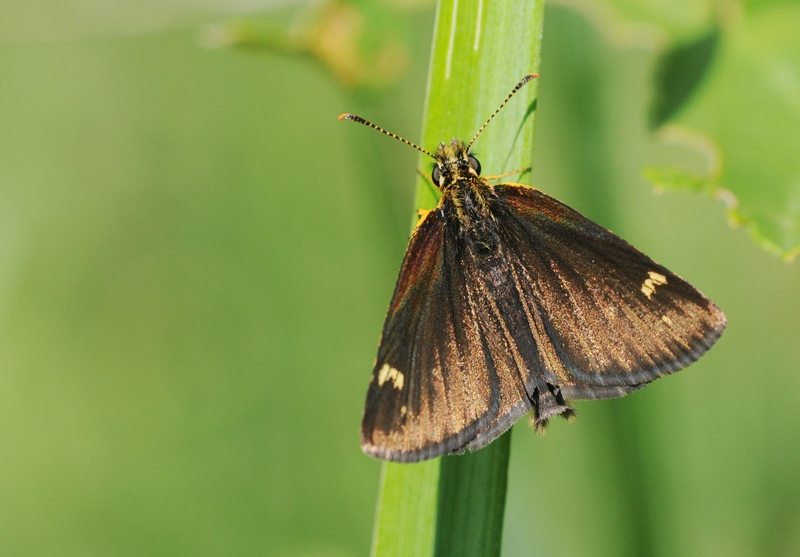
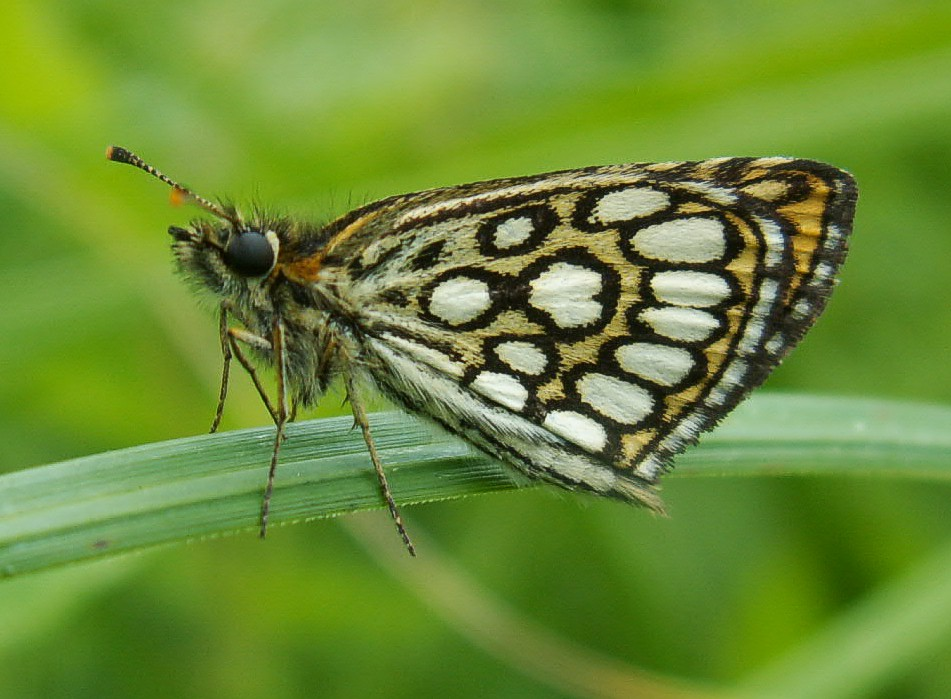
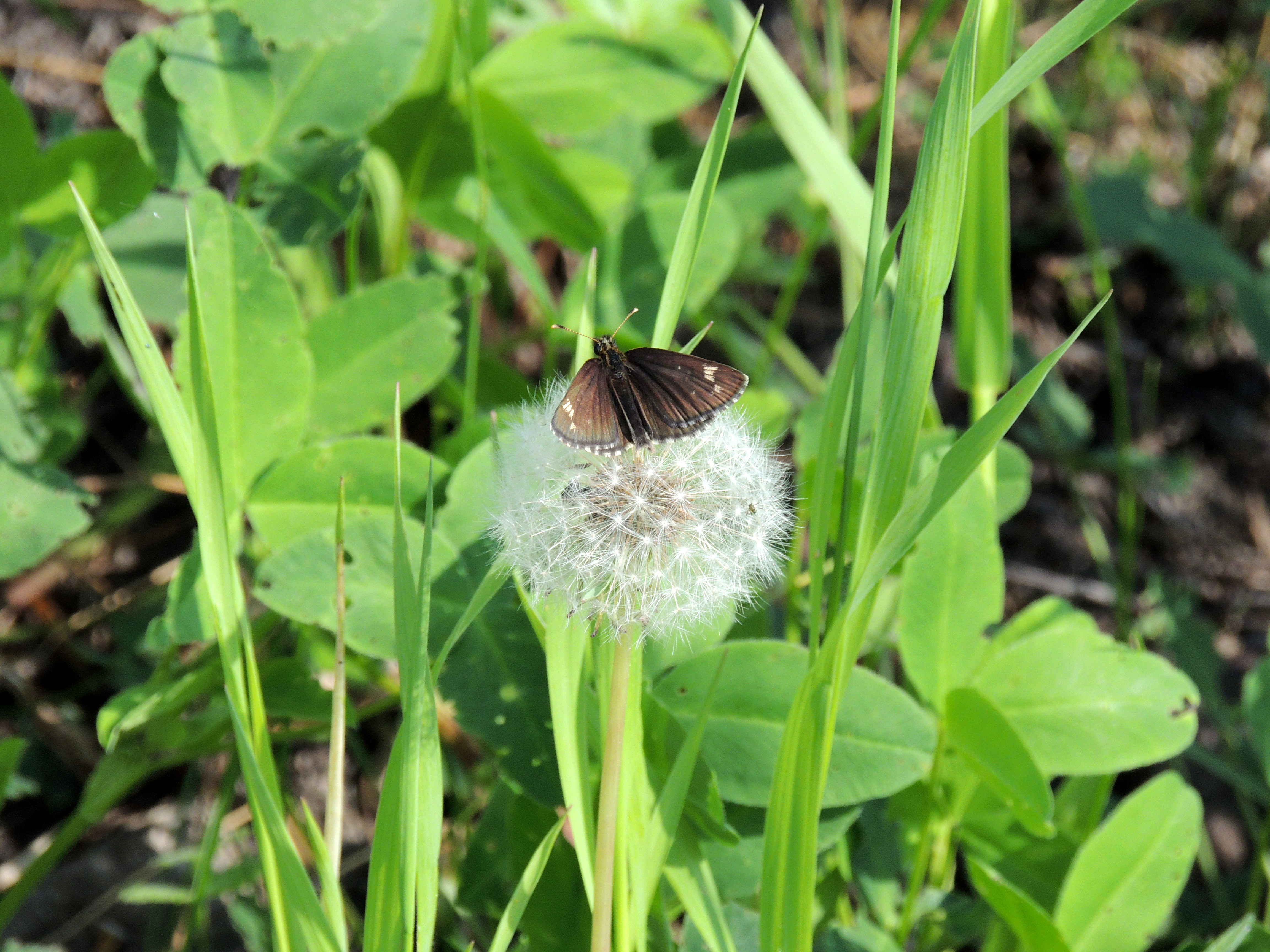